# Nuneham Courtenay
Nuneham Courtenay – wieś w Anglii, w hrabstwie Oxfordshire, w dystrykcie South Oxfordshire. Leży 9 km na południowy wschód od Oksfordu i 77 km na zachód od Londynu. W 2011 miejscowość liczyła 200 mieszkańców.